# 三脉梅花草
三脉梅花草（学名：Parnassia trinervis）为卫矛科梅花草属下的一个种。